# Bathyphantes gulkana
Bathyphantes gulkana là một loài nhện trong họ Linyphiidae.
Loài này thuộc chi Bathyphantes. Bathyphantes gulkana được Wilton Ivie miêu tả năm 1969.